# Trillium rugelii
Espèce
Classification APG II (2003)
Trillium rugelii est une plante herbacée, vivace et rhizomateuse de la famille des Liliaceae (classification classique) ou des Melanthiaceae (classification APG II, 2003).

## Description
Cette espèce du sud-est des États-Unis, fleurit au printemps dans les forêts et le long des rivières. La fleur, de 5 à 10 cm de diamètre à pétales blancs renversés et à étamines pourpres saillantes, est portée par un pédoncule renversé. Les feuilles sont rhomboïdes. Le fruit est une baie marron.

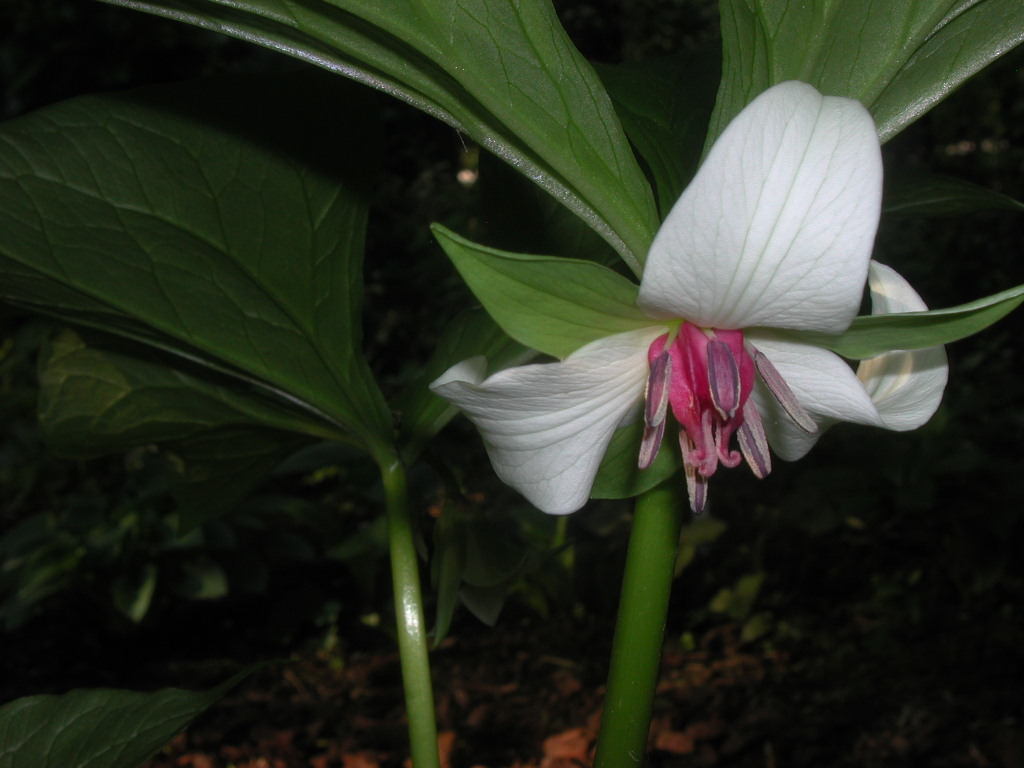
Fleur de Trillium rugelii

## Aire de répartition
Montagnes des Carolines, du Tennessee et de Géorgie.

## Divers
Son nom en anglais est Southern Nodding Trillium.

## Sources
- Frederick W. Case, Jr. & Roberta B. Case, Trilliums, Timber Press, 1997  (ISBN 0-88192-374-5)